# نامكو
نامكو المحدودة (بالإنجليزية: Namco Limited‎؛ باليابانية: 株式会社ナムコ‎، ‏كابوشيكي چايشا ناموكو)، هي شركة مُنتَجات ترفيهيَّة مَقَرها باليابان، وهي مشهورة حول العالم بتطوريها لألعاب الفِيديُو. أسسها ماسايا ناكامورا في 1 يونيو 1955، وبدأت في صناعة ألعاب الفِيديُو بعدَ اِستِحواذها على القسم الياباني المتعثر من «أتاري» في 1974، وقامت بتوزيع ألعاب أتاري مثل بريك أوت في اليابان، وفي 1977 نشرت أول ألعابها الخاصّة «جي بي»، وفي 1979 نشرت أولى نجاحاتها الكبرى «لعبة غالاكسيان»، ونشرت لعبة باك مان في عام 1980 وهي اللعبة الأكثر مبيعًا على الإِطلاق، وازدهرت مَبيعات نامكو خِلال العصر الذهبي لألعاب الفيديو في أوائل الثمانينات ونشرت ألعاب شهيرة مثل غالاغا وإكسفيوس و«بول بوسيشن».
عانت نامكو من صعوبات ماليَّة في أواخر التسعينات نتيجة لتعثر الاقتِصَاد الياباني، واندمجت مع بانداي في 2005 وشكلتا بانداي نامكو القابضة، واستمرت في إِنتاج الألعاب حتَّى دُمجت في بانداي نامكو إنترتينمنت في 2006، ولها عدَّة فروع دولية منها «ناموكو أميركا» ومقرها سانتا كلارا، و«نامكو أوروبا» ومقرها لندن، و«نامكو تايوان» ومقرها كاوهسيونغ و«شانغهاي نامكو» ومقرها شانغهاي.

## التَّاريخ

### 1955 إلى 1977

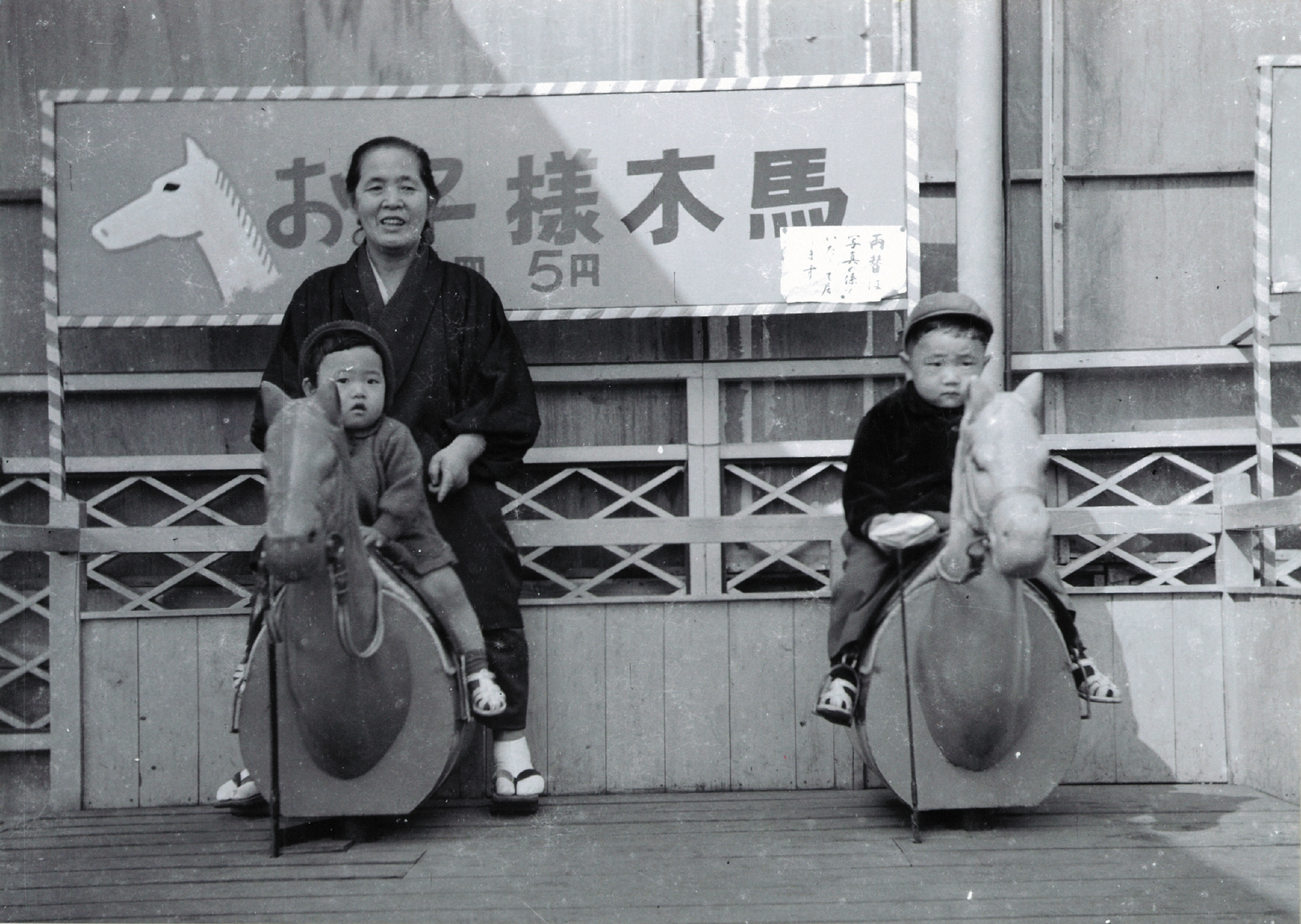
حصانان هزازان ميكانيكيان جهزهما ناكامورا سيساكوشو في 1955.

في 1 يونيو 1955 أَسّسَ رجل الأعمال الياباني ماسايا ناكامورا شركة «ناكامورا سيساكوشو المحدودة» في إيكيجامي، طوكيو. وهو نجل صاحب شركة لتصليح البنادق لم يجد عملاً بعدَ الحرب العالمية الثانية، فأسس شركته الخاصّة بعدَ أن حقَّقت أعمال والده نجاحًا في إِنتاج مسدسات الفلين. أنفق ناكامورا أمواله البالغة 300 ألف ين (12000 دُولَار أمريكي) على حصانين هزازين قام بتركيبهما يدويًا في حَدِيقَة سطح متجر ماتسويا في يوكوهاما. وأحب الأَطفَال الأحصنة وحقق أرباحًاً جيده، وبدأ في توسيع أعماله لمواقع أُخرى. وأُعيد تسمية الشركة في 1959 إلى «شركة ناكامورا للتصنيع»، وفي 1963 لاحَظَت سِلسِلَة متاجر ميتسكوشي نجاحه واقتربت منه بفكرة إِنشاء مِسَاحَة ترفيهيَّة على سطح متجرها في نيهونباشي، طوكيو. وتألَّفت المِسَاحَة الترفيهيَّة من أماكن ركوب الخيل، وآلة لعرض الصور، وبركة تجريف الأسماك الذهبية، وفي محورها يوجد قطار متحرك،  وكانت المِسَاحَة الترفيهيَّة مفاجئة لميتسكوشي، وطلبت منه إِنشاء مِسَاحَات ترفيهيَّة في جميع متاجرها.
أصبَحَت شركة ناكامورا للتصنيع واحدة من شركات الترفيه الرائدة في اليابان إلى جانب تايتو ومشاريع روزن وسيجا، ومع نمو أعمالها التجاريَّة استخدمت نفوذها لشراء كميات كبيرة من آلات التسلية من الشَّرِكَاتِ المصنعة الأُخرى بسعر مُنخَفِض، ثم باعتها إلى منافذ البيع الأصغر بالسعر الكامل.  ولكنَّها افتقرت لخطوط التَصنِيع وشبكات التوزيع التي يمتلكها منافسوها، ممَّا جعل إِنتاجها أطول وباهظ التكلفة.  وأخيرًا اِفتَتَحَت ناكامورا للتصنيع مصنعًا للإنتاج في فبراير 1966، ونقلت مكتب الشركة إلى مبنى مكون من أربعة طوابق في أوتا، طوكيو.  وأبرمت صَفقَة مع شركة والت ديزني لإنتاج ألعاب أطفال تشبه شخصياتها وشخصيات أنيمي شهيرة مثل كيو تارو [الإنجليزية]، ونتيجة لِذلك توسعت أعمالها التجاريَّة، وأصبَحَت قوة دافعة في سوق ألعاب قطع النقود المعدنيّة اليابانيّة. وبالرغم من أن منشأة التَصنِيع كانت مخصصة إلَى حَدٍّ كَبير لألعاب ديزني وأنيمي، إلَّا أن ناكامورا استخدمها لبناء ألعاب ميكانيكيّة أكبر وأكثر تَفصِيلًا، وكانت أول ألعابها الكبيرة «توربيدو لانشر» (1965)،‏  ولاحقاً معرض لإطلاق النار في حرب الغوّاصات بعُنوان «بيريسكوب».  وتَضمّنَت مُنتَجاتها الأُخرى ألعاب بندقية ذات طابع «ألترامان»، وألعاب تشبه لعبة الكرة والدبابيس تحمل علامات «أسوماتسو-كون». 
سجلت شركة ناكامورا للعديد من أجهزتها علامة تجاريَّة باسم «نامكو» في 1971،  ونمت الشركة ليصبح عدد موظفيها عشرة موظفين.  وشهدت نجاحًا مستمرًا في ألعاب الأركيد وأصبَحَت مشهورة في صالات البولينج ومحلات البقالة. وأنشأت الشركة قسمًا لإنتاج روبوتات لمراكز الترفيه والمهرجانات، تعمل على توزيع الكتيبات وآلات صنع الأشرطة وصنعت روبوت اسمه بوتان يعمل على حل متاهات مسبقة الصنع.
في أغسطس 1973 بدأت شركة الألعاب الأمريكيَّة «أتاري» في إِنشاء سِلسِلَة من الفروع في آسيا ومنها «أتاري اليابان»، 
وفي أوائل عام 1974 أتفقت أتاري اليابان مع نامكو على توزيع ألعاب أتاري في جميع أنحاءِ اليابان، وبسببِ سرقة الموظَّفين كادت أتاري اليابان أن تنهار في سنواتها الأولى،  وسُلمت الشركة إلى «هيديوكي ناكاجيما» الموظَّف السابق في شركة ورق الفن الياباني، وقرَّرت الشركة الأمريكيَّة «أتاري» بيع أتاري اليابان ولم تقبل سيجا وتايتو شرائها، ووافقت نامكو على شرائها مقابل 1.18 ملْيُون دُولَار أمريكي، على شكل أقساط حيثُ دفعت 550 ألف دُولَار، ثم سددت المبلغ الباقي خِلال ثلاث سنوات.  وباستحواذها على أتاري اليابان، أصبَحَت نامكو إحدى أكبر شركات ألعاب الأركيد في البلاد.

### نجاح غالاكسيان وباك مان وأركيد (1977-1984)
غيَّرت شركة ناكامورا للتصنيع اسم شركتها إلى نامكو في يونيو 1977،  وافتتحت فرعها في هونغ كونغ باسم «نامكو إنتربرايسس آسيا»،  واقترح ناكاجيما على ناكامورا فتح قسم في الولايات المتَّحدة لزيادة الوعي بالعلَّامة التجاريَّة في جميع أنحاءِ العالم،  وفي 1 سبتمبر 1978 أَسّسَت نامكو فرعها في أمريكا باسم «نامكو أميركا» ومقرها في سانيفال،  وتهدف الشركة الجديدة إلى استيراد الألعاب وترخيصها لشركات مثل أتاري وبالي للتصنيع [الإنجليزية]،  وأطلقت «نامكو أميركا» عدد قليل من ألعاب الأركيد مثل «شوت أواي» في 1977.

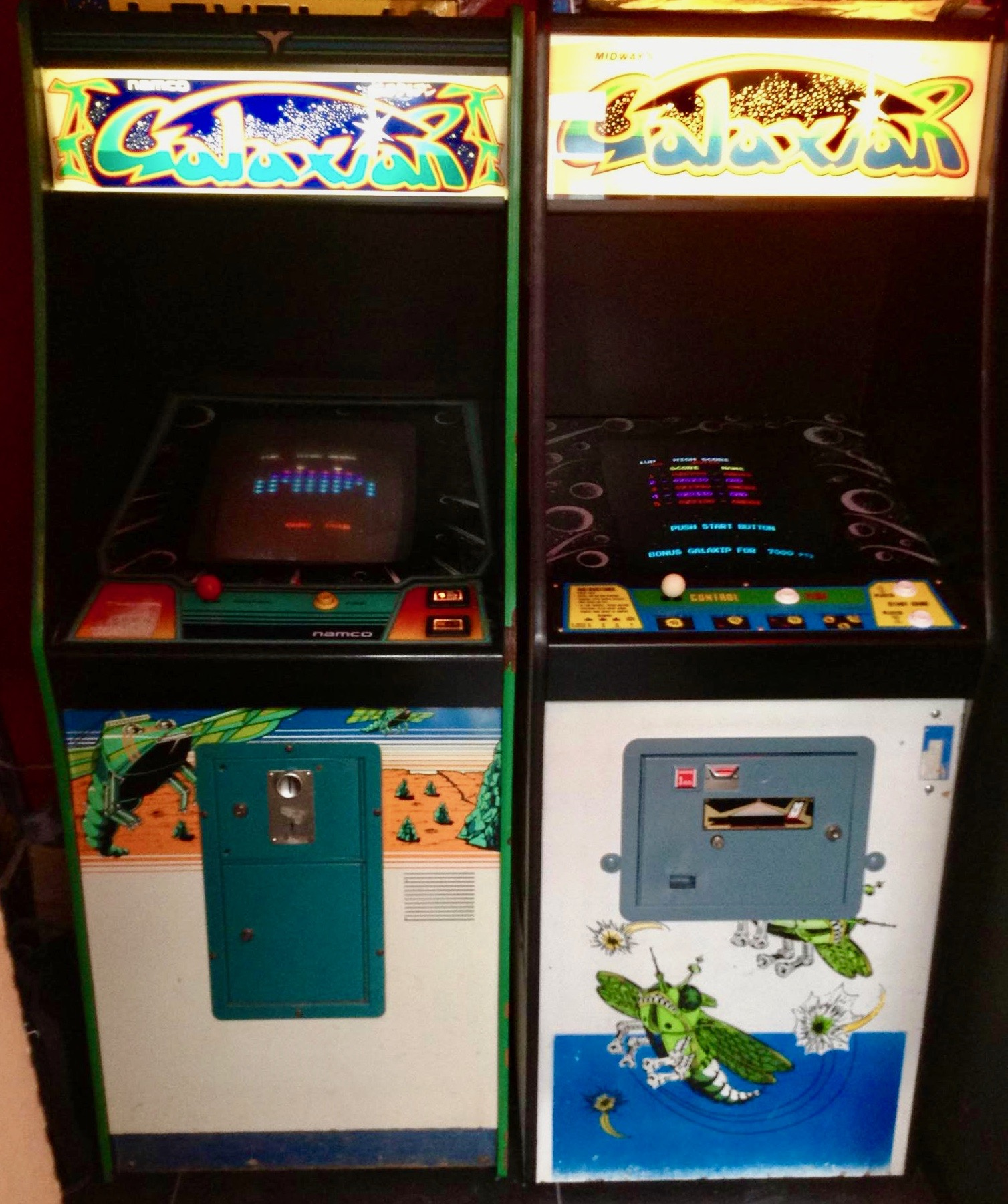
آلات أركيد غالاكسيان

بدأت نامكو تتجه لإنتاج ألعابها الخاصّة عندما أَطلَقَت شركة تايتو لعبتها الخاصّة سبيس إنفيدرز،  خاصَّة عندما تناقصت مَبيعات ألعاب أتاري الرخيصة،  وعدلت الشركة منشأة تَصنِيع أوتا الخاصّة بها إلى قسم ألعاب صغير، وأصدرت نامكو أول ألعابها الخاصّة بها وهي لعبة «جي بي» في أكتوبر 1978،  وَالتي صممها تورو إيواتاني وهي لعبة فيديو بينبول تضم عناصر من «بريك أوت» ونسخ مماثلة من «بلوك بريكر»،  ولكنَّها فشلت في تحقيق المَبيعات المتوقَّعة، ولم تكن منافسة لألعاب مثل «سباس انفادرس»، ولكنَّها كانت بداية نامكو في سوق ألعاب الفِيديُو.  وفي عام 1979 نشرت نامكو لعبة غالاكسيان التي حقَّقت نجاحًا كبيرًا، وهي أول لعبة ملونة.
أصبَحَت ألعاب إِطلاق النار في الفضاء موجودة في كلّ مكان بحلول نهاية عقد السبعينات، وأصبحت ألعاب مثل «جالاكسيان» و«سباس انفادرس» شائعة في مراكز التسلية اليابانيّة،  ولأنَّها تصور قتل الأعداء وإطلاق النار على الأهداف كانَ أغلب مستخدميها من الذكور، وبدأ «تورو إيواتاني» العمل على لعبة فيديو تستهدف الإناث بشكلٍ أساسي، بأسلوب لعب مبسط وشخصيات معروفة، وأبتكر مع فريقه لعبة تُسمى «بوك مان» يتحكم اللاعبون في شخصيتها التي تلاحق النقاط الملونة لتأكلها في المتاهة وتجنُّب الأشباح التي تلاحقها،  وتمَّ اختبار «بوك مان» في اليابان في 22 مايو 1980، وكانت نجاحًا متواضعًا للشركة،  وصدرت في أمريكا الشماليَّة باسم «باك مان» في ديسمبر 1980.
أَصَدَرَت نامكو العديد من الألعاب الناجحة في أوائل الثمانينات، وحقق جهاز محاكاة الكرة اللينة الكهروميكانيكية "بيتش إن" في 1980 نجاحًا كبيرًا في اليابان،  ونشرت "غالاغا في عام 1981، وسُرعان ما اِستَحوذت على شعبية غالاكسيان،  وفي عام 1982 أَطلَقَت لعبة "بول بوسيشن" وهي لعبة سباق وتُعد أول لعبة تستخدم مضمار سباق حقيقي (حلبة فوجي) وساعدت في وضع أساس هذا النوع من السباقات. وأصدرت لعبة ديغ دوغ في نفس العام، وهي متاهة تسمح للاعبين بإنشاء متاهاتهم الخاصّة،  وكانت إكسفيوس التي صممها ماسانوبو إندو وأطلقتها نامكو في 1983 أكبر نجاح لها بعدَ "باك مان"،  وسجلت أرقام مَبيعات قياسية لم يسبق لها مثيل،  وفي العام نفسه أَصَدَرَت "بولي بزيشن 2"،  و"لعبة مابي" وهي لعبة آركيد بطريقة التمرير الجانبي المبكر،  وقدمت لعبة "ذا تاور أوف دراوغا" في 1984 وهي لعبة متاهة ساعدت في تأسيس مفهوم ألعاب تقمص الأدوار. أثر تصميم دراوغا على ألعاب مثل نينتندو "ذا ليجند أوف زيلدا" وساعدت في نشر فكرة مشاركة المُلاحظات بين اللاعبين. وشهد عام 1984 إِطلاق لعبة "باك-لاند" وهي لعبة على شكل "باك مان" مهدت الطريق لألعاب مماثلة مثل سوبر ماريو برذرز،  و"غابلاس" وهو تحديث ناجح إلى حد ما للعبة "غالاغا". وأطلقت الشركة مطبوع خاص بها باسم "نامكو كوميونيتي ماغازين إن جي" للسماح لمعجبيها بالتواصل مع مطوري الألعاب.

### العلاقة مع سوني (1994-1998)

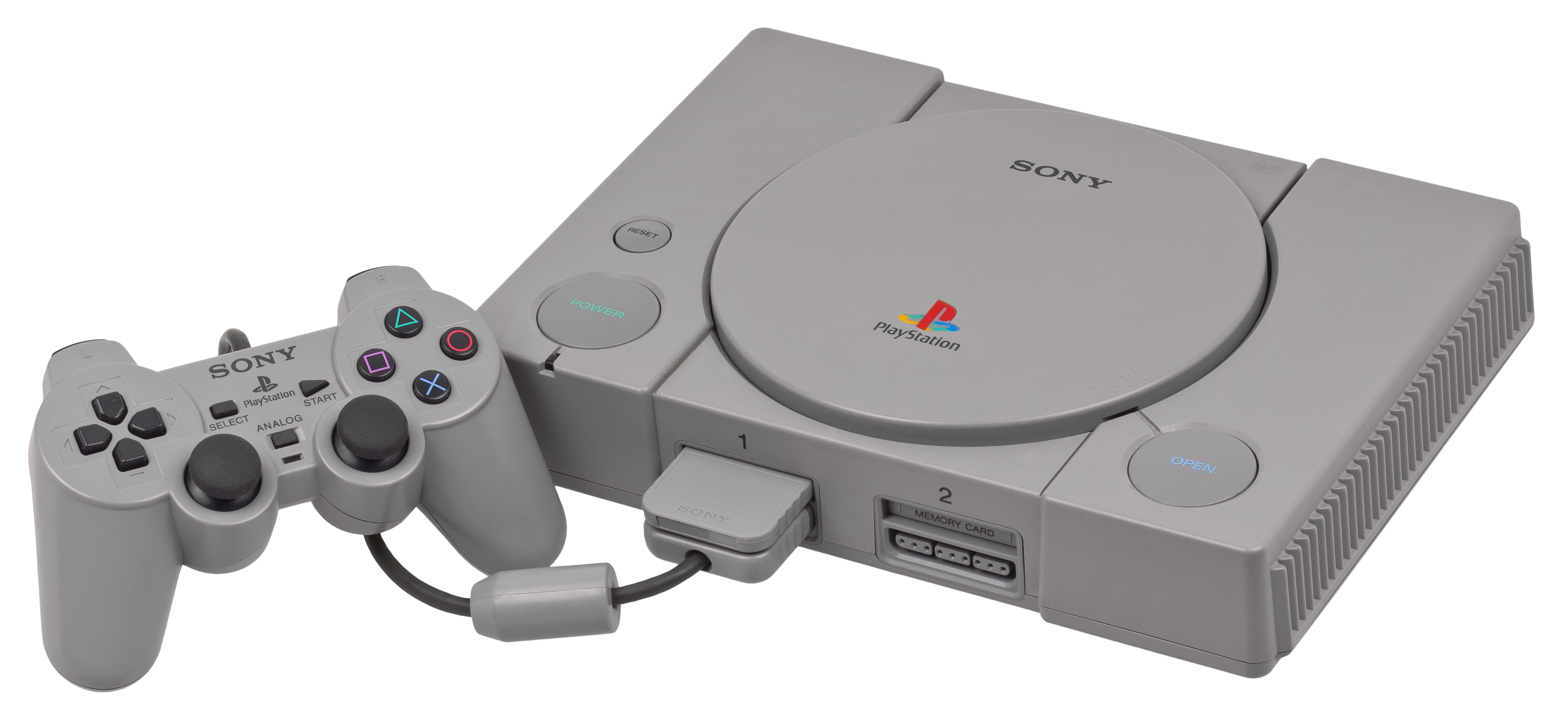
كانت نامكو واحدة من أولى الجهات الداعمة لبلاي ستيشن

في أوائل 1994 أَعلَنَت شركة سوني أنَّها تُطور وَحدة التحكم لألعاب الفِيديُو الخاصّة بها، وهي بلاي ستيشن 32 بت، وكانت نتيجة لتعاونها مع نينتندو لإنشاء جهاز طرفي قائم على الأقراص المضغوطة لنِظَام سوبر نينتندو إنترتينمنت سيستم في 1988. وألغت نينتندو بصمت الوظيفة الإضافيَّة خوفًا من سيطرة سوني على المَشْرُوع بأكمله، واختارت سوني إعادة تركيز جهودها على تصميم بلاي ستيشن كوحدة تحكم خاصَّة بها، ونظرًا لافتقارها إلى الموارد اللازمة لإنتاج الألعاب الخاصّة بها، دعت شركة سوني الشَّرِكَاتِ لتطوير برامج بلاي ستيشن، وبسببِ إحباط نامكو من شروط ترخيص نينتندو وسيجا لوحدات التحكم الخاصّة بها، قبلت دعم بلاي ستيشن وأصبَحَت أول مطور خارجي لَهُ. وبدأت العمل على تحويل لعبة «ريدج ريسر» وهي لعبة الأركيد الأكثر شهرة في ذلك الوقت. وأَصَدَرَت بلاي ستيشن في اليابان في 3 ديسمبر 1994 وأول ألعابه «ريدج ريسر»،  وحقَّقت نجاحًا واسعًا حيثُ بَلَغَت مَبيعات اليوم الأول 100 ألف وَحدة وتفوَّقت على منافسها سيغا ساترن،  وكانت لعبة بلاي ستيشن الأكثر مبيعًا في اليابان لبعض الوقت.
توحدت "نامكوت (بالإنجليزية: Namcot)‏" مع نامكو في عام 1995،  وكانت لعبتها الأخيرة عبارة عن منفذ بلاي ستيشن الخاص بلعبة «تيكن»،  تم تصميمها للوحة نِظَام «نامكوز سيستم 11 أركيد» التي تعتمد على أَجهِزَة بلاي ستيشن،  وأصبحت «تيكن» أول لعبة بلاي ستيشن تبيع ملْيُون نسخة، ولعبت دورًا حيويًا في نجاح وَحدة التحكم الرئيسيَّة، واعتمدت المواد التَروِيجية المبكرة لبلاي ستيشن شعار «بلاي ستيشن: مدعوم من نامكو»،  وصممت العديد من لوحات نامكو بعدَ أَجهِزَة بلاي ستيشن،  وسمحت تجربة نامكو في تصميم وَحدة التحكم ذات 16 بت للشركة بإنتاج العديد من الأَجهِزَة الطرفية للبلاي ستيشن،  وركزت نامكو بشكلٍ أساسي على بلاي ستيشن لبقية العقد؛ بينما وقَّعت عقودًا لإنتاج ألعاب لأنظمة مثل سيجا سيغا ساترن و3 دي أو وَالتي تمَّ إسقاطها لاحقًا لصالح سوني.
بدأَ قسم ألعاب الأركيد في نامكو في إصدار عناوين تجذب اللاعبين حيثُ تتميز بأنماط تحكم وطريقة لعب فريدة وجديدة،  وفي 1995 أَصَدَرَت لعبة «ألباين ريسر» وهي لعبة تزلج حصلت على جائزةً «أفضل معدات جديدة» خِلال معرض جمعية مشغلي الترفيه والمُوسيقى،  ووضعت لعبة «تايم كرايسس» معايير الألعاب التي تستخدم دواسة تحكم،  وأصدرت نامكو ألعاب ثلاثية الأبعاد مثل «آيس درايف» و«ريدج ريسر 2»،  وأدت آلة كشك التصوير «ستار اديشن» التي تتيح للاعبين فرصة ليصبحوا نجومًا في مجال العروض، إلى ضجة إعلاميَّة في اليابان. واستحوذت نامكو اوبريشنز على سِلسِلَة ألعاب متاجر إديسون براذرز في أبريل 1996،  وقدمت نِظَام الدفع الآجل بالبطاقات كوسيلة لمكافحة قرصنة البطاقات الممغنطة في الأروقة اليابانيّة.
في سبتمبر 1997 أَعلَنَت نامكو بدء تَطوِير ألعاب وَحدة تحكم نينتندو 64،  وفي أكتوبر 1998 أَعلَنَت نامكو عن شراكة مع منافستها سيجا لتشغيل بَعض ألعابها عبر نِظَام دريم كاست،  وأصدرت نامكو لعبة القتال القائمة على الأسلحة «سول كاليبر» في عام 1998، بنظام «دريم كاست 1999» الذي يتميز بتحسينات رسومية متعددة وأنماط ألعاب جديدة، وباعت الشركة أكثر من ملْيُون وَحدة من اللعبة الجديدة، وفازت بجوائز متعددة، وساهمت في نجاح دريم كاست المبكر.

### التدهور الماليّ وإعادة الهيكلة (1998-2005)
شهدت نامكو انخفاضًا في مَبيعات البرمجيات الاستهلاكيّة بحلول 1998 نتيجة الركود الاقتصاديّ الياباني، وأثر ذلك على الطلب على ألعاب الفِيديُو، وواجه قسم الألعاب مصاعب مماثلة، وانخفضت مَبيعاتها بنِسبَة 21 بالمائة في نهاية السنة الماليَّة،  وقدمت «نامكو سايبرتيمنت» طلبًا لِحمايتها من الإفلاس في أغسطس، وأُجبرت على إغلاق مئات من مراكزها في أمريكا الشماليَّة بسببِ أدائها الضعيف، وخضعت الشركة الأم لإعادة تنظيم. وفي تقريرها السنوي لعام 1998 قَالَت إن انخفاض مَبيعاتها بنِسبَة 26.3 بالمائة يعود للإنفاق المنخفض من المستهلكين، وفي نوفمبر 1999 انخفضت إِنتاج ألعاب وَحدة التحكم الرئيسيَّة بنِسبَة 55 بالمائة. ودخلت نامكو سوق ألعاب الهَاتِف المَحمُول من خِلال سوق الأَجهِزَة الخلوية «نامكو ستيشن» التي تتميز بمنافذ ألعاب الآركيد مثل «باك مان» و«جالاكسيان».  واِستَحوذت الشركة على مونوليث سوفت وهي شركة تَطوِير ألعاب تقمص الأدوار تشتهر بإِنتاجها سِلسِلَة زينوساغا،  وقدمت الشركة ابتكارات جديدة لجذب اللاعبين مثل «سايبر ليد 2» وهي خزانة أركيد تتميز بفتحات بطاقة ذاكرة بلايستيشن و«دريم كاست في إم يو».

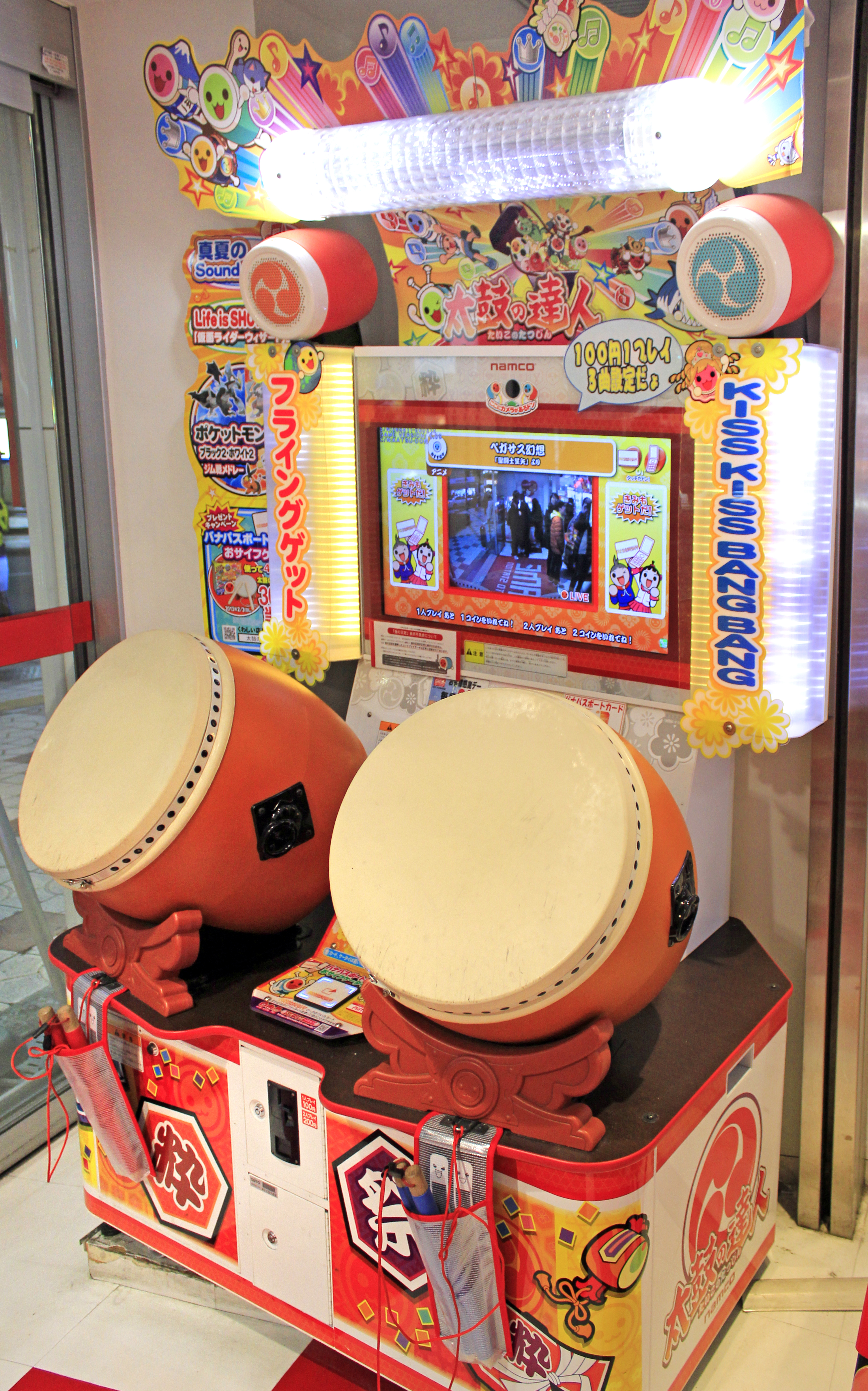
كانت "تايكو نو تاتسوجين" واحدة من أكبر نجاحات نامكو خلال العقد الأول من القرن الحادي والعشرين.

تفاقمت خسائر نامكو الماليَّة في العقد الأول من القرن الحادي والعِشرين، وذكرت صحيفة «نيهون كيزاي شينبون» اليابانيّة أن الشركة تعرضت لخسارة قدرها 2.1 مِليار ين ياباني في أكتوبر 2000، وألمحت نامكو إلى هذا خِلال حدثُ مع محللي الصناعة، وألقت باللوم في معاناتها على الاقتِصَاد الياباني المحروم وسوق ألعاب الأركيد المتضائل. وأغلقت الشركة حَدِيقَة «ووندر ايقز» في 31 ديسمبر 2000،  وَالتي شهدت في تلك المَرحَلَة حضورًا بلغَ ستة ملايين زائر،  وأغلقت العديد من أروقة الفِيديُو، وبدأت نامكو سنتها الماليَّة 2001 بخسارة صافية قدرها 6.5 مِليار ين ياباني وانخفاض في الإيرادات بنِسبَة 95 بالمائة،  وخفضت توقعات أرباحها لاستيعاب الخسائر، وأعادت تنظيم إستراتيجيتها التطويرية للتركيز بشكلٍ كبير على الامتيازات الراسخة، وسرحت 250 من موظفيها،  وخضعت لإعادة هيكلة تضَّمنت تغيير إدارتها وإعلانها عن إِنتاج ألعاب لنينتندو نينتندو غيم كيوب ومايكروسوفت إكس بوكس.
خضع قسم آركيد في نامكو لإعادة تنظيم جماعي بعدَ صراعاته الماليَّة،  وحقق القسم نجاحًا قويًا مع لعبة الإيقاع الشهيرة «تايكو نو تاتسوجين» التي تعتمد على الطبلة، حيثُ يضرب اللاعبون جهاز تحكم في طبلة تايكو على إيقاع الأغنية. وأصبحت «تايكو نو تاتسوجين» من أكثر مَبيعات الشركة،  ونتيجة انخفاض الأرباح، أعادت الشركة تنظيم أقسام نامكو في أمريكا الشماليَّة،  وجردت «نامكو هومتك» من أقسام البحث والتطوير.
استقال ناكامورا من مَنصِب رئيس الشركة وحل محله «كيوشيرو تاكاجي»،  واقترح ناكامورا دمج نامكو مع شركة أُخرى بسببِ مشاكلها الماليَّة،  وأقترحت نامكو على «سكوير» و«إنكس» اندماج الثلاث الشَّرِكَاتِ في شركة واحدة، ولم يعجب سكوير هذا العرضُ، ورأت إمكانية إقامة تَحَالُف تِجَارِيّ مع نامكو بدلاً من الإندماج، وبعد ذلك اتجهت نامكو إلى شركة سيجا التي تكافح بعدَ فشلَ جهازها «دريم كاست»، حيثُ جذبت فرق التطوير في سيجا اهتمام نامكو، واعتقدت أن الاندماج سيرفع من قدراتهما التنافسية. فيمَا كانت سيجا تناقش الاندماج مع شركة سامي، غضب المدراء التنفيذيون في شركة سامي، من نظر سيجا إلى عرض نامكو، وأدت مُحاولتهم الفاشلة لإلغاء عرض الاندماج إلى سحب نامكو عرضها في نفس اليوم الذي أَعلَنَت فيهِ شركة سيجا رفضَ عرض شركة سامي. وصرحت نامكو بأنَّها مستعدة للتفاوض مع سيجا بشأن صَفقَة مُستقبليَّة ولكنَّ سيجا رفضت الفكرة. 
عُين «شيجيتشي إيشيمورا» رئيسًا لنامكو في 1 أبريل 2005، واحتفظ ناكامورا بدوره كرئيس تنفيذي للشركة،  ونشرت نامكو مجموعة ألعاب خاصَّة بها بعنوان «نامكوت كولكشن» لجهاز بلاي ستيشن 2 في اليابان.

### اِستِحواذ بانداي (2005-2006)
في أوائل 2005 بدأت نامكو محادثات الاندماج مع شركة بانداي للألعاب والأنيمي،  وكانتا الشركتان قد تناقشتا قبل عام حول تَحَالُف تِجَارِيّ مُحتَمَل، بعدَ أن تعاونت نامكو مع شركة بانبريستو التابعة لبانداي لإنشاء لعبة أركيد تعتمد على "البدلة المتنقلة جاندام"، حين أظهرت بانداي اهتمامًا بمهارات تَطوِير الألعاب في نامكو، ويهدف الدمج بين الشركتان لزيادة قدرتهما التنافسية في الصناعة. فيمَا وقف مستشاري أقسام تَطوِير المحتوى في كلًا الشركتان ضدَّ فكرة الدمج، بعدَ أن شعروا أن نموذج شركة بانداي لن تندمج جيدًا مع بيئة العمل الزراعيَّة في نامكو، ورأى مستشارو نامكو أن بانداي تُركَّزَ على التَروِيج والتَسوِيق وليس على الجودة. ومع تدهور الحالة الماليَّة لنامكو قلت بانداي العرضُ في 2 مايو، وذكرت الشركتان في بيان مُشْتَرَك أن قرار الاندماج كانَ نتيجة للصعوبات الماليَّة.
وفي 29 سبتمبر 2005 اِستَحوذت بانداي على نامكو مقابل 1.7 مِليار دُولَار،  وأسست تكتل «بانداي نامكو القابضة» في نفس اليوم، ودُمجت إداراتهما التنفيذيَّة، وأصبحت بانداي ونامكو شركتين تابعتين تعملان بشكلٍ مستقل للشركة القابضة الجديدة. وعُين «كيوشيرو تاكاجي» نائب رئيس نامكو، رئيسًا ومديرًا لِشَرِكَة نامكو بانداي القابضة، وبلغت قيمة أسهمها 458 مِليار ين ياباني، وأصبحت ثالث أكبر شركة ألعاب يابانيَّة بعدَ نينتندو و«سيجا سامي هولدينجز». وواصلت نامكو عملياتها العادية وأطلقت «ريدج ريسر 6» لجهاز إكس بوكس 360 الحديث، وتعاونت مع نينتندو لإنتاج لعبة الآركيد «ماريو كارت». واحتفلت الشركة بالذكرى السنويَّة الخامسة والعِشرين لسلسلة «باك مان» بإطلاق لعبة «باك بيكس» وهي لعبة ألغاز لنِظَام نينتندو دي أس،  ودخلت سوق الألعاب متعددة اللاعبين عبر الإنترنت بإصدارها لعبة «تيلز أوف اتيرنيا أونلاين» وهي لعبة أكشن تقمص الأدوار.

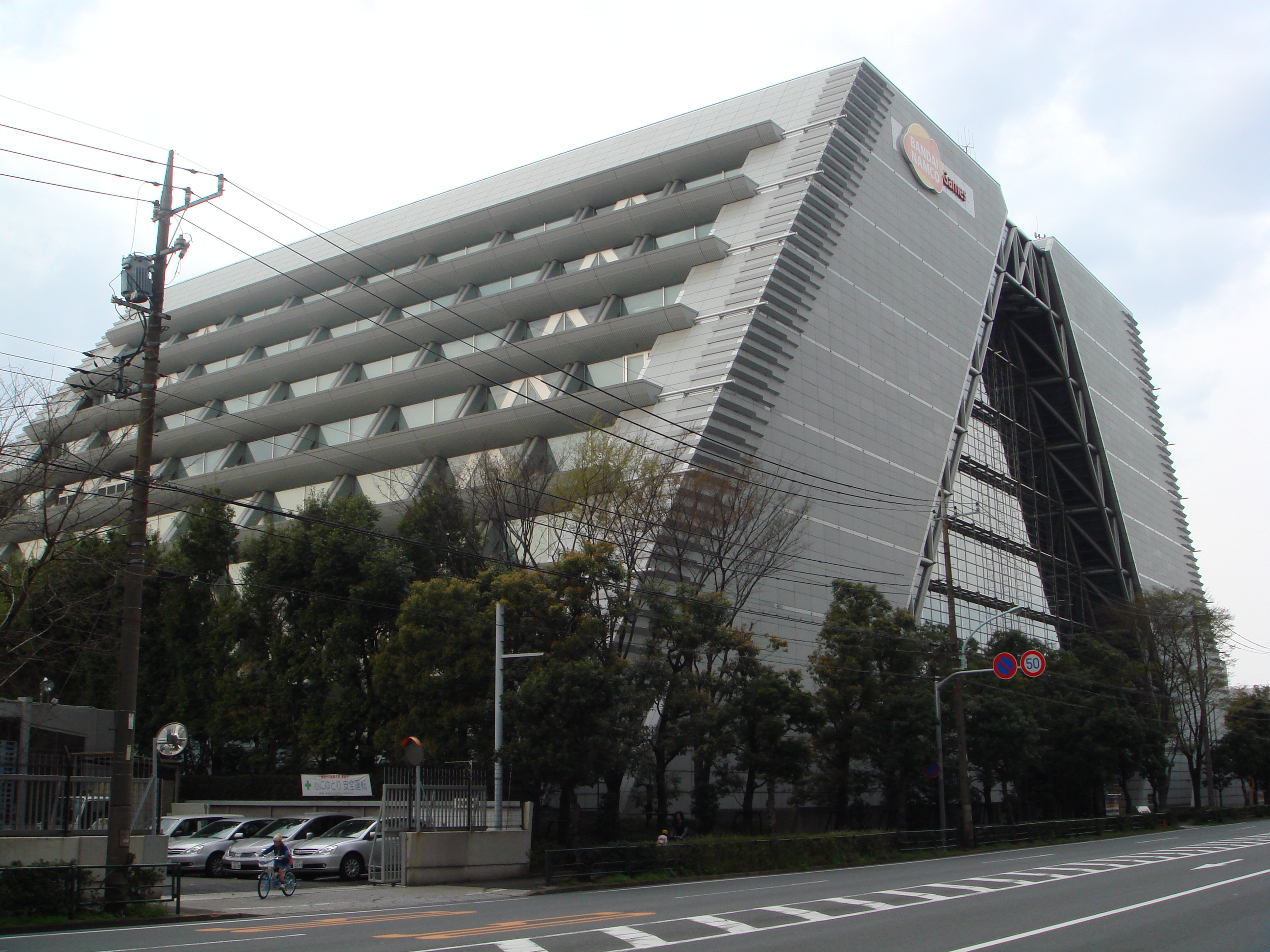
المقر السابق لشركة نامكو بانداي جيمز (بانداي نامكو إنترتينمنت) في شيناغاوا طوكيو.

في 4 يناير 2006 دُمجت «نامكو هومتك» مع قسم ألعاب المُستهلك في بانداي أميركا «بانداي جيمز» لإنشاء «نامكو بانداي جيمز أميركا» ولاستيعاب الشَّرِكَاتِ التابعة لنامكو أميركا وإكمال دمج نامكو وبانداي في أمريكا الشماليَّة. ودُمجت أقسام لعبة وَحدة التحكم، وبرنامج الأعمال، والهَاتِف المَحمُول، والمُنشآت البحثية في نامكو مع قسم وَحدة التحكم في بانداي لإنشاء شركة جديدة باسم «نامكو بانداي جيمز» في 31 مارس وتمَّ حل نامكو فعليًا. وأُعيد استعمال اسم نامكو في شركة فرعيَّة جديدة باسم «نامكو بانداي» في نفس اليوم لتستوعب مرافق التسلية السابقة وعمليات المُنتزهات الترفيهيَّة. ودُمج قسم نامكو الأوروبيّ في «نامكو بانداي نتوركس أوروبا» في 1 يناير 2007 الذي أُعيد تنظيمه في قسم الألعاب المَحمُولة والموقع الإلكترونيّ للشركة. واستخدمت «نامكو بانداي جيمز» شعار نامكو في ألعابها لتمثيل إرث العلَّامة التجاريَّة حتَّى فبراير 2014.
في يناير 2012 تم تغيير اسم قسم «نامكو سايبرتيمنت» إلى «نامكو إنترتينمنت»، وإلى «نامكو يو أس إيه» في 2015، حيثُ يعمل «نامكو يو أس إيه» مع سلاسل مثل وول مارت لاستضافة ألعاب الفِيديُو في مواقعها الخاصّة،  وأُعيد تسمية شركة نامكو الثانيةُ باسم «بانداي نامكو أميوسمنت» في 1 أبريل 2018 بعدَ إعادة هيكلتها، واستحوذت شركة أميوسمنت على فرع تَطوِير ألعاب الأركيد التابع لِشَرِكَة نامكو بانداي جيمز،  فيمَا لا تزال بانداي نامكو القابضة والشَّرِكَاتِ التابعة لها استخدام اسم نامكو لمجموعة متنوعة من المُنتجات، بما فيها تطبيقات الهَاتِف المَحمُول وبرامج البث،  ومراكز الألعاب الإلكترونيَّة التي تركز على الرياضات الإلكترونيَّة في اليابان.
لا تزال «نامكو يو أس إيه» و«نامكو إنتر برايسس آسيا» و«نامكو فنسكيب» آخر الشَّرِكَاتِ داخل الشركة القابضة التي تستخدم علامة نامكو التجاريَّة الأصليَّة حتَّى 2020.

## الألعاب
كانت نامكو واحدة من أكبر منتجي ألعاب الفِيديُو فِي الْعَالم، حيثُ نشرت أكثر من 300 لعبة مُنذُ 1978،  وتُعتبر العديد من ألعابها من أعظم الألعاب على الإِطلاق وأشهرها: باك مان،  وغالاغا،  وإكسفيوس،  وريدج ريسر،  وتيكن 3،  وكاتاماري داماسي.
تُعد لعبة «باك مان» واحدة من أهم ألعاب الفِيديُو على الإِطلاق، حيثُ ساعدت في تشجيع الأصالة والتفكير الإبداعي في صناعة ألعاب الفِيديُو، وقد كُرمت نامكو لنجاحها العالميّ في 2005 من قبل موسوعة غينيس للأرقام القياسية،  وبحلول 2005 باعت نامكو أكثر من 300 ألف لعبة «باك مان» وحقَّقت أرباح أكثر من مِليار دُولَار على مستوى العالم.

### قائمة
- باباي
- باك مان
- أيس كمبات: أسولت هورايزن
- ديد تو رايتس
- إترنال سوناتا
- حكايات فيسبريا
- باتل سيتي
- ديد تو رايتس
- ماروكو الصغيرة
- آير كمبات
- أيس كمبات 2
- أيس كمبات 5
- تيكن
- تيكن 2
- تيكن 3
- تيكن 5
- تيكن 4
- تيكن 6
- تيكن تاغ تورنمنت 2
- إكسفيوس

## وصلات خارجية
- نامكو على موقع الموسوعة البريطانية (الإنجليزية)
- نامكو على موقع ميوزك برينز (الإنجليزية)
- Namco Ltd.
- Namco America
- Namco Entertainment
- Namco Operations Europe